# Carmel de Norraby

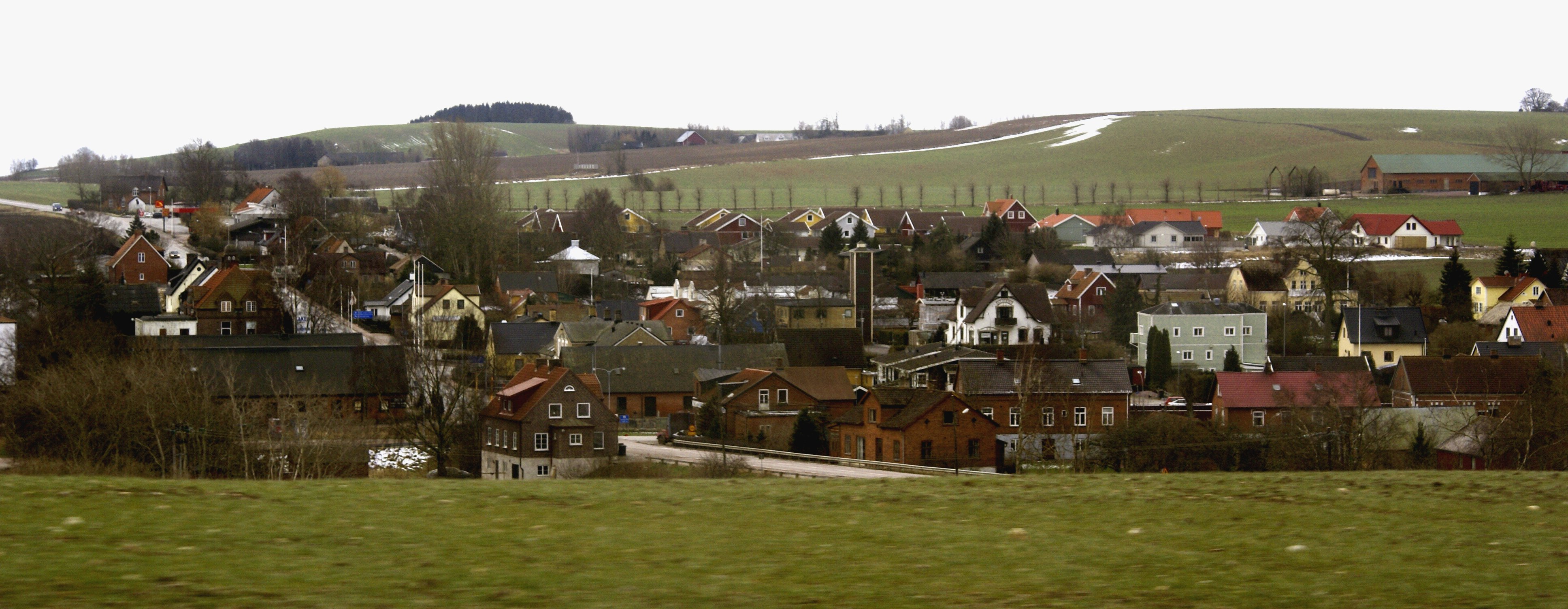
Communauté monastique au village de Tågarp.

Le couvent de Norraby est un couvent de carmes déchaux situé en Suède, près de Landskrona dans le village de Tågarp, appartenant à la commune de Svalöv dans le comté de Scanie au sud du pays.

## Histoire
Auparavant un carmel est fondé en 1963 à Svalöv. Les carmes flamands Martinus Martin, Wilfrid Stinissen et Emmanuel Martens achètent un terrain à Tågarp avec des bâtiments et construisent un nouveau couvent qui est terminé en 1968. Le prieur de cette fondation est le P. Emmanuel Martens. L'un des prêtres du couvent, Anders Arborelius y réside de 1971 à 1998 comme carme déchaux avant d'être ordonné évêque en 1998, puis créé cardinal par le pape François en 2017.

## Prieur

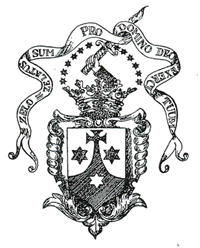
Devise : Je suis rempli d’un zèle jaloux pour le Seigneur Sabaot !. Il est vivant le Seigneur devant qui je me tiens.

Né en Belgique en 1927, le père Wilfrid Stinissen entre en 1943 au carmel de Bruges. Il est ordonné prêtre en 1951. Docteur en philosophie de l'université de Louvain, il devient prieur de son couvent en Suède. Il s'y éteint en 2014.
Le Père Wilfrid Stinissen, carme déchaux, vécut en Suède où il fut pendant de longues années maître des novices. Il est l'auteur de nombreux ouvrages de spiritualité, certains traduits et édités en français comme La nuit comme le jour illumine et L'oraison contemplative ou Cachés dans l'amour - Manuel de vie carmélitaine  (ISBN 978-2-8471-3178-9).